# Coleocephalocereus
Coleocephalocereus ist eine Pflanzengattung aus der Familie der Kakteengewächse (Cactaceae). Der botanische Name der Gattung leitet sich von den griechischen Wörtern κολεός (koleos) für „Scheide“ sowie κεφαλή (kephalē) für „Kopf“ ab und verweist auf die Form des Cephaliums.

## Beschreibung
Die aufrecht, halbaufrecht oder kriechend wachsenden Arten der Gattung Coleocephalocereus sind basal verzweigt oder nicht verzweigt und erreichen Wuchshöhen von bis zu 5 Metern. Die verlängert kugelförmige bis zylindrischen oder säulenförmigen Triebe sind grün. Auf den 6 bis 35 rundlichen Rippen befinden sich im dichten Abstand die Areolen aus denen dünne oder kräftige, nadelartige Dornen verschiedener Farbe entspringen, die eine Länge von bis zu 45 Zentimeter erreichen könne. Das zusammenhängende Cephalium befindet sich an der Seite oder der Spitze und ist mehr oder weniger in den Trieb eingesunken. Es ist weißwollig und lang mit robusten, verschiedenfarbigen Borsten.
Die röhren- bis glockenförmigen Blüten sind 2 bis 8 Zentimeter lang und öffnen sich in der Nacht. Der Blütenbecher ist schmal, die Blütenröhre lang. Beide sind kahl oder haben einige wenige Schuppen.
Die beerenartigen, kugel- bis keulenförmigen Früchte sind kahl, glatt und rot bis violett. Sie besitzen eine basale Öffnung und werden bis 2,5 Zentimeter lang. Die kugel- bis birnenförmigen Samen sind schwarz, gewarzt und etwa 1 Millimeter lang.

## Systematik und Verbreitung
Die Arten der Gattung Coleocephalocereus sind im brasilianischen Bundesstaaten São Paulo, Rio de Janeiro, Espírito Santo, Bahia und Minas Gerais verbreitet.
Die Erstbeschreibung der Gattung wurde 1938 von Curt Backeberg vorgenommen. Die Typusart der Gattung ist Coleocephalocereus fluminensis. 

### Systematik nach N.Korotkova et al. (2021)
Die Gattung umfasst folgenden Arten:
- Coleocephalocereus aureus F.Ritter
- Coleocephalocereus buxbaumianus Buining
  - Coleocephalocereus buxbaumianus subsp. buxbaumianus.
  - Coleocephalocereus buxbaumianus subsp. flavisetus (F.Ritter) N.P.Taylor & Zappi
- Coleocephalocereus fluminensis (Miq.) Backeb.
  - Coleocephalocereus fluminensis subsp. fluminensis
  - Coleocephalocereus fluminensis subsp. decumbens (F.Ritter) N.P.Taylor & Zappi
- Coleocephalocereus goebelianus (Vaupel) Buining
- Coleocephalocereus pluricostatus Buining & Brederoo
- Coleocephalocereus purpureus (Buining & Brederoo) F.Ritter

Synonyme der Gattung sind Buiningia Buxb. (1971) und Mariottia Guiggi (2016).

### Systematik nach E.F.Anderson/Eggli (2005)
Die Gattung wird in drei Untergattungen mit folgenden Arten gegliedert:
- Untergattung Coleocephalocereus
  - Coleocephalocereus buxbaumianus Buining
    - Coleocephalocereus buxbaumianus subsp. buxbaumianus
    - Coleocephalocereus buxbaumianus subsp. flavisetus (F.Ritter) N.P.Taylor & Zappi

  - Coleocephalocereus fluminensis (Miq.) Backeb.
    - Coleocephalocereus fluminensis subsp. fluminensis
    - Coleocephalocereus fluminensis subsp. decumbens (F.Ritter) N.P.Taylor & Zappi

  - Coleocephalocereus pluricostatus Buining & Brederoo
- Untergattung Buiningia (Buxb.) P.J.Braun
  - Coleocephalocereus aureus F.Ritter
  - Coleocephalocereus purpureus (Buining & Brederoo) F.Ritter
- Untergattung Simplex N.P.Taylor
  - Coleocephalocereus goebelianus (Vaupel) Buining

Ein Synonym der Gattung ist Buiningia Buxb. (1971).

## Nachweise